# Синдром Аазе — Сміта

Успадкування синдрому Аазе-Сиіта.

Синдром Аа́зе — Смі́та (англ. Aase-Smith syndrome) — рідкісний спадковий сімейний синдром, пов'язаний з аутосомно-домінантним типом успадкування. Характеризується наявністю анемії в поєднанні з різноманітними деформаціями скелета і окремих кісток. Зустрічаються у осіб обох статей, але більше випадків виявлено серед осіб чоловічої статі. Синдром проявляється з народження.

## Етимологія
Названо на честь американських педіатрів і морфологів Йона Мортона Аазе (нар. 1936) і Девіда Вея Сміта (роки життя — 1926—1981), які вперше його описали у 1968-69 роках

## Генетичні зміни і патогенез
Вважається, що синдром Аазе — Сміта є аутосомно-рецесивним спадковим розладом, бо на сьогодні генетичне підґрунтя захворювання невідомо. Анемія виникає через недостатньо розвинений кістковий мозок. Патогенез інших аномалій поки що не прояснено.

## Клінічні ознаки
Характеризується в класичному виді вродженою гіпопластичною анемією та утворенням на великих пальцях трьох фаланг. Іншими особливостями може бути гідроцефалія з аномалією Денді-Уолкера, розщеплення неба та контрактури деяких суглобів, вузькими плечима. Зустрічаються також бліда шкіра, зменшення шкірної складки над суглобами пальців, деформовані вуха, вроджений птоз. 
Частим є дефект міжшлуночкової перетинки в серці, який виявляють за допомогою ехокардіографії.
Є припущення, що цей синдром або відповідає синдрому Даймонда-Блекфана, або є його різновидом.